# Déroulage de boucle
 (mars 2023).
Si vous disposez d'ouvrages ou d'articles de référence ou si vous connaissez des sites web de qualité traitant du thème abordé ici, merci de compléter l'article en donnant les références utiles à sa vérifiabilité et en les liant à la section « Notes et références ».
En informatique, le déroulage de boucle (en anglais : loop unrolling) est une technique d'optimisation des boucles visant à en augmenter la rapidité d'exécution. Il s'agit de dupliquer le corps de la boucle de manière à éviter de répéter l'instruction de saut. Il est possible d'appliquer ensuite d'autres optimisations (allocation de registre, ordonnancement des instructions) au code après duplication.
Cette technique est fréquemment utilisée par les compilateurs optimisants, et permet aussi de générer du code vectoriel à partir d'une boucle.